# Gelderland
Gelderland är en provins i östra Nederländerna. Provinsens huvudstad är Arnhem. Provinsen hade 2 044 212 invånare (2016).

## Kommuner
Gelderland består av 51 kommuner (gemeenten):

- Aalten
- Apeldoorn
- Arnhem
- Barneveld
- Berg en Dal
- Berkelland
- Beuningen
- Bronckhorst
- Brummen
- Buren
- Culemborg
- Doesburg
- Doetinchem
- Druten
- Duiven
- Ede
- Elburg
- Epe
- Ermelo
- Groenlo
- Harderwijk
- Hattem
- Heerde
- Heumen
- Lingewaard
- Lochem
- Maasdriel
- Montferland
- Neder-Betuwe
- Nijkerk
- Nijmegen
- Nunspeet
- Oldebroek
- Oude IJsselstreek
- Overbetuwe
- Putten
- Renkum
- Rheden
- Rozendaal
- Scherpenzeel
- Tiel
- Voorst
- Wageningen
- West Betuwe
- West Maas en Waal
- Westervoort
- Wijchen
- Winterswijk
- Zaltbommel
- Zevenaar
- Zutphen